# Ancien hôtel de préfecture de la Gironde
L'ancienne préfecture de Gironde, composée de deux hôtels particuliers (Saige et Legrix), est un édifice situé à Bordeaux, en France. Il a abrité la préfecture de Gironde de 1808 à 1993.
Ce bâtiment fait l’objet d’un classement au titre des monuments historiques depuis le 14 novembre 1997 et d'inscriptions depuis les 7 octobre 1935 et 20 décembre 1993.

## Localisation
L'ensemble est situé entre la rue Esprit-des-Lois, le cours du Chapeau-Rouge et la rue Louis.

## Historique
En 1808, l'hôtel de Saige devient le siège de la préfecture de la Gironde, puis en 1856 l'hôtel Legrix-de-Lassalle est à son tour incorporé dans l'ensemble.
En 1993, la préfecture quitte ces bâtiments et se concentre désormais dans son immeuble situé dans le quartier Mériadeck.